# Playboy (canção de Ann-Christine)
"Playboy" foi a canção que representou a Finlândia no Festival Eurovisão da Canção 1966 que teve lugar no Luxemburgo.
A referida canção foi interpretada em finlandês por  Ann Christine. Foi a sétima canção a ser interpretada na noite do festival, a seguir à canção norueguesa "Intet er nytt under solen", interpretada por Åse Kleveland e antes da canção portuguesa "Ele e ela", cantada por Madalena Iglésias. Terminou a competição em 10.º lugar, tendo recebido um total de 7 pontos. De destacar que foi a estreia do maestro  Ossi Runne que dirigiu todas canções finlandesa entre 1966 e 1989, exceto em Reggae OK com Riki Sorsa. No ano seguinte, em 1967, a Finlândia fez-se representar com a canção "Varjoon - suojaan", interpretada por Fredi.

## Autores
A canção tinha letra, música e orquestração de Ossi Runne.

## Letra
Nyström canta que não quer saber o que tem o seu antigo amante, pois ele não passa de um Playboy e que dispensa os seus bens (carros, luxo). Ela quer é alguém que goste dela realmente.

## Versões
Ela gravou uma versão em inglês com o mesmo titulo.